# Alf Petersson
Alf Roland Petersson (ur. 5 lutego 1933 w Helsingborgu, zm. 29 marca 2024) – szwedzki lekkoatleta, medalista mistrzostw Europy z 1958.
Zdobył brązowy medal w sztafecie 4 × 400 metrów na mistrzostwach Europy w 1958 w Sztokholmie. Sztafeta szwedzka biegła w składzie: Nils Holmberg, Hans Lindgren, Lennart Jonsson i Petersson. Wyrównała wówczas  rekord Szwecji czasem 3:10,7. Petersson startował na tych mistrzostwach również w biegu na 400 metrów, w którym zajął 5. miejsce w finale.
Na igrzyskach olimpijskich w 1960 w Rzymie odpadł w eliminacjach biegu na 400 metrów i półfinale sztafety 4 × 400 metrów.
Był mistrzem Szwecji w biegu na 400 metrów w 1955, 1957, 1958 i 1960.
19 września 1958 w Turku poprawił rekord Szwecji w biegu na 400 metrów czasem 47,0. Dwukrotnie ustanawiał rekord tego państwa w sztafecie 4 × 400 metrów do czasu 3:10,7 (1 września 1957 w Sztokholmie), który potem dwukrotnie wyrównywał.